# Gonodonta walkeri
Gonodonta walkeri är en fjärilsart som beskrevs av Todd 1959. Gonodonta walkeri ingår i släktet Gonodonta och familjen nattflyn. Inga underarter finns listade i Catalogue of Life.